# UTC+04:30
UTC+04:30 (D+ – Delta+) – strefa czasowa, odpowiadająca czasowi słonecznemu południka 67°30'E.
W strefie znajduje się m.in. Kabul.

## Strefa całoroczna
Azja:
- Afganistan